# Lernaeenicus encrasicholi
Lernaeenicus encrasicholi is een eenoogkreeftjessoort uit de familie van de Pennellidae. De wetenschappelijke naam van de soort is voor het eerst geldig gepubliceerd in 1807 door Turton.